# ソユーズTM-2
ソユーズTM-2（Soyuz TM-2）は、1987年に行われたソビエト連邦のミールへの有人ミッションである。このミッションより、ミールには2年以上に渡り恒常的に人が居住するようになった。

## 乗組員
打上げ時:
- ユーリ・ロマネンコ(3)
- アレクサンドル・ラフェイキン(1)

帰還時:
- アレクサンドル・ヴィクトレンコ(1)
- アレクサンドル・ラフェイキン(1)
- ムハンマド・ファーリス(1) - シリア

## ミッションパラメータ
- 質量:7100kg
- 近点:341km
- 遠点:365km
- 軌道傾斜角:51.6°
- 軌道周期:91.6分

## ミッションハイライト
ソユーズTM-2は、ミールへの2度目の長期滞在である。ロマネンコはミールに326日間以上滞在した。ラフェイキンは心臓疾患を患い、地球に早期帰還しなければならなかった。
ミール滞在の初期、クバント1モジュールがミールに自動的にドッキングした。クバントは、11トンの宇宙ステーションモジュールと、9.6トンの機能サービスモジュール（FSM）から構成されていた。FSMは4月2日と4月5日に操作された。4月5日には Igla接近システムがミールのaftポートに誘導された。残り200mのところで、Iglaシステムはaftポートを見失った。宇宙飛行士達は、宇宙船の中から、クバントとFSMの接続部がステーションから10mの距離まで接近したのを見た。
クバントとFSMはミールから400kmも漂い、その後呼び戻されて、4月9日の早朝に2度目のドッキングを試みたが、クバントのプローブユニットは完全に縮まらなかった。
4月11日、ロマネンコとラフェイキンは検査と、もし可能ならクバントを修理するため、ミールから外に出た。彼らはドッキングユニットに異物（おそらくプログレス28号より捨てられたゴミ袋）が挟まっているのを見つけた。TsUPからの指令で、クバントはプローブユニットを広げ、異物を捨てた。クバントはその後、地上からの指令により無事ドッキングに成功した。宇宙遊泳は3時間40分続いた。FSMは4月12日にクバントから離れた。